# Anton Luli
Anton Luli SJ (ur. 15 czerwca 1910 we wsi Lohe k. Szkodry, zm. 9 marca 1998 w Rzymie) – albański ksiądz katolicki, jezuita, więzień sumienia. 

## Życiorys
W 1924 ukończył Seminarium Papieskie w Szkodrze, a 26 września 1929 wstąpił do zakonu jezuitów. Wyjechał do Gorycji, gdzie studiował filozofię. Studia kontynuował w Chieri k. Turynu. Tam też 13 maja 1942 został wyświęcony na księdza. W sierpniu 1943 powrócił do Szkodry i objął stanowisko prorektora Kolegium św. Franciszka Ksawerego. W styczniu 1946 objął funkcję rektora seminarium w Szkodrze, ale po zamknięciu seminarium został przeniesiony do parafii Shkrel, gdzie objął funkcję proboszcza. 19 grudnia 1947 został aresztowany przez funkcjonariuszy Sigurimi pod zarzutem uprawiania wrogiej propagandy antykomunistycznej i szpiegostwa na rzecz Watykanu. Przez osiem miesięcy przebywał w więzieniu w Kopliku. W listopadzie 1948 Sąd Okręgowy w Szkodrze skazał go na siedem lat pracy przymusowej. Trafił do obozu Beden k. Kavai, gdzie pracował przy osuszaniu bagien, a następnie do więzienia w Burrelu. Uwolniony 20 października 1954.
W 1955 trafił do parafii Shenkoll k. Lezhy, gdzie pracował do 6 grudnia 1966. Kościół, w którym pracował został przekształcony w dom kultury, a Luli powrócił do rodzinnej wsi Lohe. W okresie przymusowej ateizacji, kiedy wprowadzono zakaz wyznawania religii, Luli pracował w kooperatywie. 30 kwietnia 1979 został ponownie aresztowany. Przez dziewięć miesięcy przebywał w więzieniu w Szkodrze, gdzie poddawano go torturom. 6 listopada 1979 Sąd Okręgowy w Szkodrze skazał Luliego za działalność sabotażową na karę śmierci przez rozstrzelanie. Po dwóch dniach wyrok zmieniono na 25 lat więzienia. Karę odbywał w obozie w Ballshu, a następnie w Shenkollu i w Përparimie k. Sarandy. Uwolniony 15 kwietnia 1989. W komunistycznych więzieniach i obozach pracy spędził w sumie ponad 40 lat.
25 listopada 1990 odprawił pierwszą od dwudziestu lat Mszę Św. na cmentarzu w Szkodrze. Pod koniec życia mieszkał u jednej z rodzin w parafii Shenkoll. Zmarł w rzymskim klasztorze jezuitów.